# 禁忌遊戲
〈禁忌遊戲〉是巴巴多斯歌手蕾哈娜的一首歌曲，收录于她的第5张录音室专辑《娜喊》中，于2011年1月23日作为该专辑的第4支单曲释出。 美国词曲创作者伊丝特尔·迪恩与这首歌曲的制作人星际之门和桑迪·維伊共同创作了歌曲。歌曲以低音节拍、電子琴、吉他伴奏，是一首快节奏的高能量舞曲和歐陸舞曲，其歌词与性交、虐恋、綁縛、戀物相关。
歌曲获得了乐评褒贬不一的评价。部分乐评称赞了歌曲的曲调和创作，但亦有一些乐评批评歌词过于露骨。在歌曲夺得美国《告示牌》百大單曲榜亚军之后，由布兰妮·斯皮尔斯客串的混音版本发行。發行後其連同原版的總銷量夺得《告示牌》百大單曲榜冠军。至此，蕾哈娜收获了其职业生涯第10首冠军单曲，而斯皮尔斯则收获其第5首冠军单曲。歌曲已被美國唱片業協會认证为六白金唱片。在全球其它地区，〈禁忌遊戲〉在6国夺冠，并在其它22个国家进入了榜单前10。
为了宣传歌曲，蕾哈娜在2011年全英音樂獎表演了歌曲，并在2011年《告示牌》音樂獎和斯皮尔斯共同表演了歌曲的混音版本。歌曲的音乐视频由梅琳娜·马特索卡斯导演，其主题在部分程度上是蕾哈娜对毁谤舆论的回应。视频包含軟調的虐恋和恋物癖镜头，因此被许多国家禁播，并被限制于午夜在电视中播放。评论称赞了音乐视频中蕾哈娜的性感以及视频鲜艳的色彩。摄影师大衛·拉切貝爾曾提起诉讼指控视频窃取了他摄像作品的灵感。蕾哈娜和拉切貝爾最终以一笔未透露数量的钱平息了这次案件。

## 背景与发行

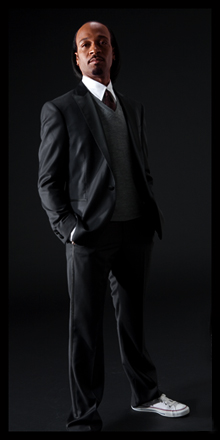
蕾哈娜在〈禁忌遊戲〉的演唱由库克·哈勒尔录制和后期制作。

〈禁忌遊戲〉由美国词曲创作者伊丝特尔·迪恩与創作团队星际之门和桑迪·維伊共同创作。迪恩向《告示牌》的盖尔·米切尔（Gail Mitchell）解释这首歌的构思时称：“我想到的第一件句是‘来吧，来吧’（Come on, come on）。我当时想，‘我也不知道这首歌会变成什么鬼样子’。然后我想起我曾经看过的一个写着‘棍棒和石头可能会打断我的骨头’（Sticks and stones may break my bones），接着是‘但是锁链和鞭子让我兴奋起来’（But chains and whips excite me）的东西。当人们跟我說出有一首很棒的歌時，那感觉就像它已蘊藏了一段故事。”迪恩表示，她最初是为布兰妮·斯皮尔斯写这首歌的。而蕾哈娜向《滾石》透露了她对綁縛和其它虐戀活动的兴趣，这些活动都是〈禁忌遊戲〉的核心主题。蕾哈娜表示：“我喜欢掌控，但我也喜欢被支配……在卧室里被支配真的很有趣。你可以成为一个小女人，让某个人变成个大男人，掌控一切。”
蕾哈娜在全球最後女孩巡迴演唱會的旅程中录制〈禁忌遊戲〉：歌曲的伴奏一部分由米克尔·S·埃里克森和迈尔斯·沃克在纽约市的搖滾麥克風和洛杉矶的西湖录音室录制，另一部分则由桑迪·維伊在巴黎的地堡录音室完成，其制作则由埃里克森、托尔·埃里克·赫尔曼森和維伊负责。蕾哈娜的声音由库克·哈勒尔录制，并由哈勒尔、约什·古德温（Josh Gudwin）和马尔克斯·托瓦尔（Marcos Tovar）后期制作。坎贝尔·博比（Bobby Campbell）协助了歌曲的人声录制，而维罗妮卡·博兹曼协助了歌曲的人声制作。歌曲的伴奏和人声由維伊在地堡录音室与菲尔·谭在亚特兰大的忍者节拍俱乐部（The Ninja Beat Club）混音。一些额外的工程和辅助工程项目均由戴米恩·路易斯（Damien Lewis）完成。

## 作曲和歌词
〈禁忌遊戲〉是一首时长4分3秒的快节奏的高能量舞曲-歐陸舞曲。这首歌曲以降e小調为主，采用四四拍子和每分钟128拍的中等舞曲速度。其伴奏乐器包括合成器、電子琴和吉他等。MTV的克里斯·莱恩（Chris Ryan）将这首歌描述为一首“带有黑暗的、咆哮的键盘乐器声的稳健摇摆舞曲”
在歌曲中，蕾哈娜的音域跨越一个八度，从低音B♭3到高音D♭5。她在演唱中采用了“带有性侵略意味的语气”，提出了一些社会传统道德不容许的行为。歌曲的副歌部分歌词包括“因为我可能在使坏，但我擅长这个 / 野战我也不在乎，我喜欢这种气息”（"'Cause I may be bad, but I'm perfectly good at it / Sex in the air, I don't care, I love the smell of it."）在副歌后部，歌曲插入了治疗乐队1982年的歌曲〈Let's Go to Bed〉。总的来说，歌词涉及性、虐恋、捆绑、BDSM情结，唱出了主角的性幻想和能使其性兴奋的行為。在这首歌中，蕾哈娜将自己描述为“坏女孩”，公开赞扬自己的性能力。而在接受《Spin》杂志的采访时，蕾哈娜表示歌词是有隐喻的。她说，她认为这首歌的主题主要是关于对自己身份的自信，以及面对谣言和批评的无动于衷。《Q Magazine at Yale》的杰克·康威（Jake Conway）认为，歌曲的歌词将性从情感中剥离出来，将暴力重新构想为一种性癖好；他还表示，蕾哈娜在一种充满力量的舞蹈和俱乐部氛围中向性行为致敬。克里斯·莱恩则将这首歌描述为一首“肮脏、俏皮、反传统道德的卧室活动”歌曲。

## 发行与混音

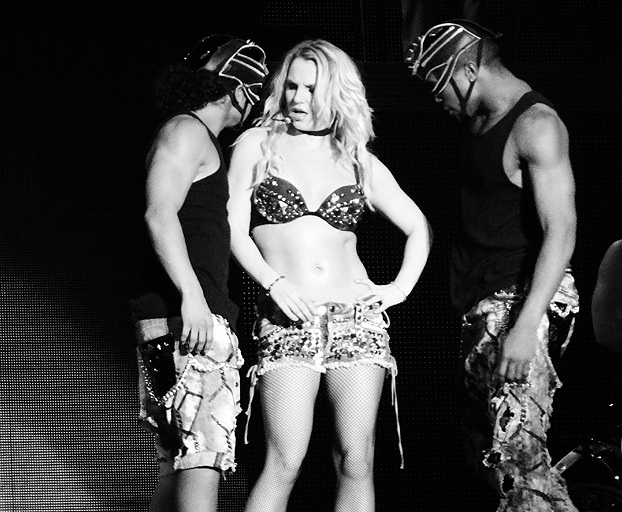
布蘭妮·斯皮爾斯2011年在蛇蠍美人巡迴演唱會表演〈禁忌遊戲〉。

〈禁忌遊戲〉是专辑《娜喊》在美国的第4张单曲，在其它国家的第3张单曲。2011年1月23日，歌曲被送往當代流行電台和当代节奏电台，并于2011年2月27日送往当代城市电台。2011年2月11日，歌曲在欧洲和南美于iTunes Store作为单曲发行。2011年2月18日，在阿根廷、巴西和欧洲的一些区域，歌曲发行了EP；该版本包含单曲版本的〈禁忌遊戲〉以及奧迪和萨姆森制作的两版混音。2011年2月28日，歌曲的合辑版本全球发行，该版本收录了唱片騎師奧迪、萨姆森和乔·贝穆德斯的几版混音。2011年3月18日，〈禁忌遊戲〉在德国作为CD單曲发行。2011年4月11日，布蘭妮·斯皮爾斯客串的混音单曲全球发行。在英国，〈禁忌遊戲〉的歌词被认为在白天播放过于露骨，因而被剪辑，刪去涉及性爱、铁链、鞭打的内容，并在BBC廣播一台播放时更名为〈Come On〉。中国大陆的《娜喊》引进版沒有收錄這首歌曲。
由说唱歌手J·科尔客串的〈禁忌遊戲〉混音版本于2011年1月17日在互联网上发布。在歌曲的专辑版本发布后，蕾哈娜询问她的Twitter粉丝们可能的合作对象，其中布兰妮·斯皮尔斯成为了最受欢迎的选择。而两位艺人之间的Twitter消息引发了他们录制该歌曲混音的猜测。与斯皮尔斯合作的混音版本于2011年4月11日发布，其中包括斯皮尔斯的客串演唱和她写的一段歌词。

## 乐评
〈禁忌遊戲〉获得褒贬不一的评价。《偏锋杂志》的萨尔·辛克玛尼（Sal Cinquemani）认为，〈禁忌遊戲〉是首能与珍妮·杰克逊专辑《華麗的冒險》相提并论的性虐恋颂歌。《芝加哥太陽報》的托马斯·康纳（Thomas Conner）认为，〈禁忌遊戲〉，以及包括〈呼喊我的名〉和〈赤裸〉在内的《娜喊》的歌曲都是可以让蕾哈娜吹嘘自己在某些情况下能做得多好的歌曲，正如她在《娜式定义》中做的一样。《今日美國》的史蒂夫·琼斯（Steve Jones）认为，专辑激动人心的开场曲〈禁忌遊戲〉一开始就清楚地表明了蕾哈娜的方向，因为她承认“锁链和鞭子让我兴奋”。而《娱乐周刊》的莉亚·格林布拉特（Leah Greenblatt）则认为，〈禁忌遊戲〉是一首含有“深夜Cinemax般淘气”的“露骨肉欲开场曲”。
數碼間諜的尼克·列维（Nick Levine）则给予歌曲四星评价（满分五星），认为歌曲让听者和蕾哈娜本人一样“想去试试（性虐恋）”；他还表示，〈禁忌遊戲〉的钩部、合成器段和重击的节拍就像让耳朵进行了陰莖摩擦。BBC音乐的詹姆斯·斯金納（James Skinner）写道，《娜喊》缺少如《娜式定义》般榜单友好的东西，并批评歌曲公然的露骨歌词与蕾哈娜试图卖弄风骚的吸引力无法协调。斯金納还批评歌曲的演唱就像“被强迫”一样，并认为蕾哈娜没有表现出一种“大胆的”或者令人信服的声音。

## 乐评排行
〈禁忌遊戲〉出现在多个乐评排行中。2015年，詹姆斯·曼宁（James Manning）和尼克·列维在为《Time Out》编排的排行榜中，将〈禁忌遊戲〉列为蕾哈娜最佳歌曲第15名。他们认为尽管歌词引发争议，被批评者认为粗俗，并且为了白天播放进行了大量修改，但它仍是充满能量的蕾哈娜热门歌曲，声音与流行尖端相似。2017年，Pitchfork将〈禁忌遊戲〉选为第28名，认为蕾哈娜复活了〈求救訊號〉的电子情感，以表现更黑暗的爱情。该杂志评论迪恩的歌词带来了明显的崇拜形象，而蕾哈娜通过传达女歌手的果断个性来主导这首歌。2018年，《滚石》的众多作者将〈禁忌遊戲〉列为蕾哈娜最佳歌曲的第18名，并认为这是一首大胆的歌，主题是在公众监督下的自我授权。他们认为这首歌以迷人的电子节奏和无悔的歌词为特色，展示了尽管受到批评和争议，蕾哈娜仍在自己的道路上坚定决心。
2021年，艾利克斯·派蒂斯（Alexis Petridis）为《衛報》编排的排行榜中，将〈禁忌遊戲〉列为蕾哈娜最佳歌曲的第19名。他认为这首歌展示了她从甜美形象转变为充满挑衅的欢乐形象，带有电子旋律和叛逆歌词，但批评了与布兰妮·斯皮尔斯的混音版本。Uproxx的比安卡·格雷西（Bianca Gracie）将〈禁忌遊戲〉列为蕾哈娜歌曲排行榜的第18名，并表示蕾哈娜巧妙地化身为统治者，成为一个喜欢BDSM的人，歌词欢快，音乐视频大胆回应媒体的批评。2022年，The Tab的哈里森·布罗克赫斯特（Harrison Brocklehurst）将〈禁忌遊戲〉选为蕾哈娜50首最佳单曲的第9名。他认为〈禁忌遊戲〉是蕾哈娜经典的流行歌曲，赞扬了其挑衅的歌词，与斯皮尔斯合作的混音，以及备受争议但引人入胜的音乐视频。2023年，艾德·马斯利（Ed Masley）为《今日美国》撰写的文章将〈禁忌遊戲〉列为蕾哈娜20首最佳歌曲的第2名。他认为，尽管这首歌似乎遵循挑衅歌词的模板，但它仍然吸引了听众，并且通过与斯皮尔斯合作的混音版本，甚至还登上了排行榜首位。

## 榜单表现

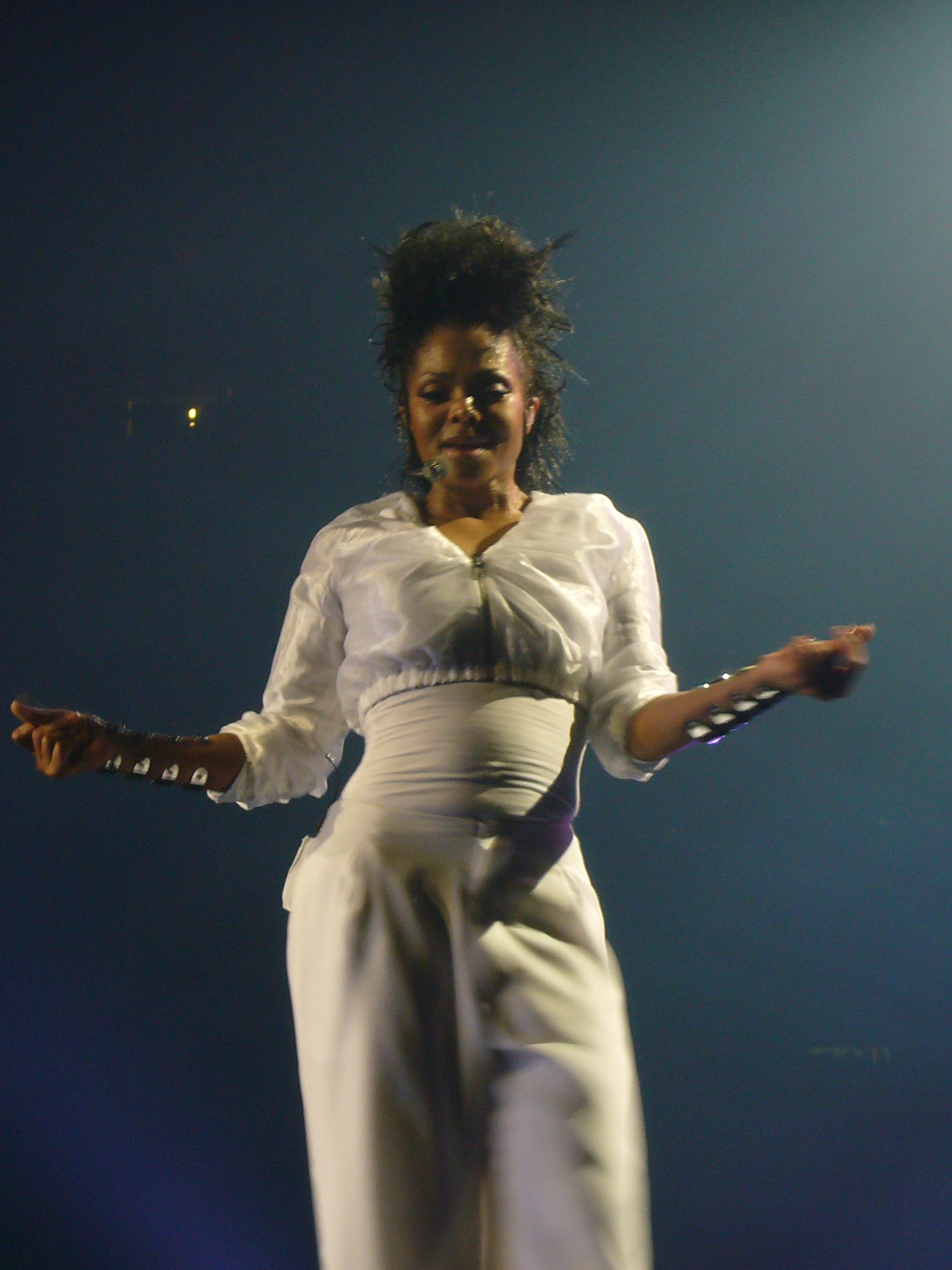
〈禁忌遊戲〉成为蕾哈娜在美国《告示牌》百大單曲榜上的第十首冠军单曲，并与珍妮·杰克逊（如图所示）并列第四，成为登顶该榜的女性独唱者之一。

〈禁忌遊戲〉于2010年11月15日在英国首次登上排行榜，排名第55位。2011年3月5日达到第三名，并连续三周保持这一位置。在英国节奏布鲁斯排行榜上则更为成功，连续五周排名第一。该歌曲是2011年英国第二大销量的节奏布鲁斯或嘻哈单曲：截至当年12月，〈禁忌遊戲〉在英国售出643,000张，并于2020年11月获得英国唱片业协会的双白金认证。在欧洲其他地方，〈禁忌遊戲〉亦取得了商业成功，并在许多国家的排行榜上名列前三。
〈禁忌遊戲〉于2010年11月29日在《娜喊》发行后首次登上澳大利亚唱片业协会榜，排名第87位。当歌曲作为单曲发行时，2011年1月30日重回单曲榜，排名第27位。2011年2月13日，歌曲达到了榜首位置，并连续五周保持第一。该歌曲之后获得了澳大利亚唱片业协会的六白金认证，表示单曲出货量超过420,000张。2011年2月7日，〈禁忌遊戲〉首次登上新西兰官方音乐榜，排名第六。次周达到第二位，并连续两周保持该位置，在第五周再次回到峰值位置。〈禁忌遊戲〉随后获得了新西兰唱片音乐协会的白金认证，表示销量超过15,000张。
在美国，〈禁忌遊戲〉于2010年12月4日首次登上《告示牌》百大單曲榜，排名第53位。2011年2月23日当周，歌曲从第31位跳至第8位，进入前十名。在排行榜上攀升后，歌曲于2011年3月30日达到第二位，并连续两周保持该位置，仅次于凯蒂·佩里的歌曲〈外星品種〉。在发行包含布兰妮·斯皮尔斯的官方混音版后，歌曲登上榜首，专辑版〈禁忌遊戲〉和混音版总共售出293,000次下载量。〈禁忌遊戲〉成为蕾哈娜在该榜单上的第十首冠军单曲，与珍妮·杰克逊并列第四，成为在该榜单上获得最多冠军单曲的女性独唱歌手；从她的第一首冠军单曲到第十首冠军单曲，蕾哈娜仅用了四年、十一个月零两周的时间，成为达成这一里程碑速度最快的独唱歌手。这也是斯皮尔斯在Hot 100榜单上的第五首冠军单曲。〈禁忌遊戲〉成为蕾哈娜在Mainstream Top 40榜单上的第八首冠军单曲，使她成为该榜单十九年历史中拥有最多冠军单曲的艺人。该歌曲在Dance Club Songs榜单上排名第一，在Hot Latin Songs榜单上排名第33位。它于2011年2月26日的《告示牌》Hot R&B/Hip-Hop Songs榜单上首次亮相，排名第80位，并在该榜单上最高排名第59位。〈禁忌遊戲〉在Adult Pop Airplay榜单上最高排名第24位，在Latin Pop Songs榜单上排名第14位。该歌曲獲頒美國唱片業協會五重白金认证，并在美国售出3,837,000份数字副本（截至2015年6月）。〈禁忌遊戲〉在《告示牌》的Dance Club Songs年度榜单上排名第二，在Mainstream Top 40年度榜单上排名第15。在加拿大，这首歌于2011年4月21日当周达到榜首。

## 音乐视频

### 背景和梗概
导演梅琳娜・马特索卡斯于2011年1月15日和16日在洛杉矶拍摄了〈禁忌游戏〉的音乐视频。马特索卡斯向《公告牌》解释说，这段视频的灵感来自蕾哈娜与媒体的“施虐受虐关系......这不仅仅是关于一堆鞭子和链条”。2011年1月27日，蕾哈娜的YouTube频道发布了一个幕后花絮片段，完整音乐视频于2011年2月1日在Vevo首播。
视频开场时，蕾哈娜在新闻发布会上被捕，她被塑料膜包裹并用胶带固定在墙上。麦克风和被堵住嘴的记者围绕着她。在户外场景中，她穿着一件米色的乳胶连衣裙，用狗链牵着一个被戏仿的佩雷斯·希尔顿。然后，蕾哈娜坐在被监控摄像机包围的椅子上；椅子开始旋转，她站起来开始鞭打被胶带粘在房间墙上的记者。接着她在地上滚动，手脚被绳子绑住。歌曲的桥段即将到来时，蕾哈娜穿着一套白色的两件式乳胶装和兔耳朵，同时标题的影像投射到她的身体上，墙后面是她在吃粉色爆米花。合唱结束后，她出现在一个新闻编辑室。记者们拍摄她的照片，她穿着粉色乳胶连衣裙趴在桌子上。视频中还穿插了蕾哈娜和其他人穿着束缚装备的镜头，以及蕾哈娜卷发的镜头，她戴着羽毛围巾和露脐背心，上面写着“审查”字样。视频最后交替显示了之前的场景和蕾哈娜吃水果和奶油的镜头，她戴着心形眼罩，吃着珠宝装饰的冰淇淋。最后一个场景中，她躺在新闻编辑室的桌子上，眼睛上戴着笑脸徽章，嘴上有一个滚石乐队的舌头标志，同时还伴有女性高潮的声音。变装皇后威廉·贝利、迪托克斯·艾坎特和摩根·麦克迈克尔斯出现在视频中。

### 反响与禁播
音乐视频总体上得到了好评。《赫芬顿邮报》撰文写道：“蕾哈娜在使坏方面表现得非常好——这段视频证明了这一点”，而《OK!》评论称该视频为“火热、古怪且充满戏谑”。《紐約》的薇拉·帕斯金（Willa Paskin）同样描述该视频为一种对麥當娜和Lady Gaga典型性虐待主题音乐视频的“愚蠢”演绎，而《滾石》的马修·佩蓓图（Matthew Perpetua）则描述该视频为“充满糖果色调的怪异性”的视觉冲击，尽管它色彩鲜艳且充满性暗示的活动，观众依然会喜欢。《娱乐周刊》的布拉德·韋特（Brad Wete）表示，根据歌曲的歌词内容，蕾哈娜呈现了他所期待的大胆视频，而《告示牌》的傑森·利普舒茨（Jason Lipshutz）称赞该视频“精美的布景，对硬核性欲进行了扭曲的诠释”。
由于内容过于情色，该视频立即在11个国家被禁播。根据其内容成熟度，该视频在YouTube上被标记并限制观看，尽管这一限制后来被解除。蕾哈娜通过Twitter对此新闻做出了回应，写道：“他们已经看了〈小雨傘〉……（在那部影片中）我全裸了”。后来，未限制版本的视频被上传到蕾哈娜的官方网站。梅琳娜・馬特索卡斯在接受MTV新闻采访时对该新闻作出回应，表示：“当我外出制作某些东西时，我的意图是让它被禁——（其实）不是要让它被禁……而是要制作一些挑衅的东西……它正在产生影响，人们正在讨论它，所以对我来说，这是成功的。”

### 版权侵权诉讼

蕾哈娜在视频中的一个场景。“粉色房间”场景是美国版权侵权案的主题

当摄影师大衛·拉切貝爾起诉蕾哈娜、Island Def Jam及相关方侵犯版权时，该视频卷入了进一步的争议。诉讼包括根据兰哈姆法案的商标外观侵权指控、纽约州法律下的不公平竞争和不當得利，所有这些指控后来都被驳回了。纽约南区法院的法官希拉·A·謝恩德林驳回了关于版权侵权指控的撤诉动议，并指出作品之间的相似之处：
两部作品均展示了：粉红色和白色条纹的墙壁；后墙中间有两个单挂窗；窗户有光滑的粉红色窗框和内部框架，带有半矢量图案的条纹在黄色背景下；纯粉红色的天花板；粉红色的踢脚线；窗户下的粉红色沙发；戴着蓬松红色假发的女性；一个女人摆在一件家具上；一个男人身上缠绕着黑色胶带；以及总体上狂躁的情绪……（两部作品）光线充足，色彩饱和，所有细节都非常清晰，几乎没有阴影。
2011年8月，一位法官同意“展示蕾哈娜在粉红色和白色条纹墙前支配一个男人的‘粉红房间场景’与拉切贝尔的《Striped Face》照片非常相似；法官还指出一个场景，蕾哈娜在蓝色背景前，穿着粉红色乳胶，并将糖果放在舌头上。”蕾哈娜和拉切贝尔私下和解了该案，金额未公开。案件结束后，拉切贝尔表示诉讼“不是针对个人的，纯粹是商业行为”，并指出“音乐人常常为采样音乐或使用别人的节奏付费，而在采样艺术家的视觉作品时也不应有所不同。”2011年6月，德国摄影师菲利普·保罗斯（Philipp Paulus）起诉蕾哈娜及其唱片公司，指控其音乐视频中的一个场景再次侵犯版权，该场景展示蕾哈娜穿着一件宽大的裙子，并被塑料薄膜贴在墙上。根据保罗斯的说法，蕾哈娜和导演馬特索卡斯剽窃了他的摄影系列作品中的图像。

## 现场表演与翻唱
蕾哈娜在2011年2月15日的全英音乐奖上首次现场表演了〈禁忌遊戲〉，作为一个融合了她之前两首单曲〈萬中選一〉和〈呼喊我的名〉的串烧表演的一部分。蕾哈娜原计划只表演〈禁忌遊戲〉，以配合这首歌在英国的单曲发行，但全英音乐奖公司指示她“减少歌曲歌词中的性暗示”。

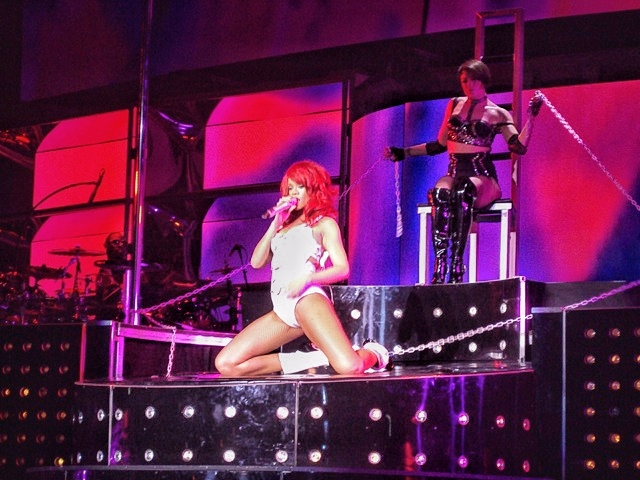
蕾哈娜在2011年娜喊巡回演唱会期间表演〈禁忌遊戲〉，类似于2011年《公告牌》音乐奖上的表演

2011年5月22日，蕾哈娜在拉斯维加斯米高梅大花园体育馆举行的2011年《公告牌》音乐奖上与布兰妮·斯皮尔斯合作演出了〈禁忌遊戲〉的混音版本。《公告牌》杂志将这次表演评为《公告牌》音乐奖上15场精彩演出之一。2011年5月27日，蕾哈娜在全国广播公司的《今天》节目的“夏季演唱会系列”中演唱了〈禁忌遊戲〉，以及〈萬中選一〉、〈呼喊我的名〉和〈加州大床〉。她在节目中接受了关于专辑和与斯皮尔斯在《公告牌》音乐奖上的争议表演的采访。当被问及是否对表演引发的争议感到惊讶时，蕾哈娜回应道：
很酷。没有意外的事情发生。我们没有接吻。我其实并没有听到（这是个争议），但我上了推特看我的粉丝对这件事的看法，他们很喜欢看到（我和布兰妮·斯皮尔斯）一起表演，所以我觉得，总会有人觉得那太性感了，但无论你表现好或不好，人们总会谈论的。你只需要做你自己。
这首歌被列入了娜喊巡回演唱会的曲目单，舞台被布置成一个风格化的性虐待场景。歌手与三名半裸的女性舞者一起表演了王子的〈Darling Nikki〉，她们被蕾哈娜拍打、抚摸，并假装用手杖打。接着〈Darling Nikki〉过渡到〈禁忌遊戲〉，蕾哈娜脱下白色燕尾服，露出白色束缚紧身衣和手铐。〈禁忌遊戲〉还被列入斯皮尔斯的蛇蠍美人巡迴演唱會的曲目单，作为与〈爱的初告白〉串烧表演的一部分。2012年5月24日，蕾哈娜在免费露天音乐节廣播一台的哈克尼週末上演唱了〈禁忌遊戲〉和包括〈萬中選一〉、〈恐怖社区〉、〈找到愛〉、〈Run This Town〉和〈坏孩子〉在内的其它歌曲。

## 发行形式与曲目列表
- 数字下载[8]

1. "S&M" – 4:04

- 数字下载（迷你专辑）[17]

1. "S&M" – 4:03
2. "S&M" (Dave Audé club) – 7:27
3. "S&M" (Sidney Samson club) – 6:49

- 数字下载（混音版）[18]

1. "S&M" (Dave Audé radio) – 3:50
2. "S&M" (Joe Bermudez chico radio) – 3:49
3. "S&M" (Sidney Samson radio) – 3:19
4. "S&M" (Dave Audé club) – 7:27
5. "S&M" (Joe Bermudez chico club) – 5:17
6. "S&M" (Sidney Samson club) – 6:49
7. "S&M" (Dave Audé dub) – 6:29
8. "S&M" (Joe Bermudez chico dub) – 5:17
9. "S&M" (Sidney Samson dub) – 6:50

- CD单曲[19]

1. "S&M" – 4:04
2. "S&M" (Sidney Samson radio remix) – 3:18

- 数字下载（混音版）[20]

1. "S&M" (remix; featuring Britney Spears) – 4:17

## 制作人员名单
以下信息取自Def Jam和SRP唱片发行的《娜喊》专辑内页。
管理
- ASCAP/BMI
- 星际之门和迈尔斯·沃克（Miles Walker）均代表45th & 3rd音乐有限责任公司
- 星际之门的管理团队：蒂姆·布莱克史密斯（Tim Blacksmith）和丹尼·D（Danny D.）
- 桑迪·维伊（Sandy Vee）代表Empire艺人管理
- 库克·哈雷尔（Kuk Harrell）代表Suga Wuga Music, Inc.

录音地点
- 音乐录制 – 摇滚麦克风录音室（纽约）；西湖录音录音室（洛杉矶）；地堡录音室（巴黎）
- 混音 – 地堡录音室（巴黎）；忍者节拍俱乐部（亚特兰大）

人员

| - 词曲 – 米克尔·S·埃里克森、托尔·埃里克·赫尔曼森、桑迪·威尔海姆、艾斯特·迪恩、布兰妮·斯皮尔斯（仅混音版） - 制作 – 星际之门、桑迪·维伊 - 声乐制作与录音 – 库克·哈雷尔、乔什·古德温、马科斯·托瓦尔 - 助理录音 – 鲍比·坎贝尔 - 额外声乐制作 – 维罗尼卡·波兹曼 - 乐器 – 米克尔·S·埃里克森、托尔·埃里克·赫尔曼森、桑迪·维伊 - 音乐录制 – 米克尔·S·埃里克森、迈尔斯·沃克、桑迪·维伊 - 混音 – 桑迪·维伊、菲尔·谭 - 额外工程 – 达米安·刘易斯 |

## 榜单
| 榜单（2011年）                                       | 最高 排位 |
| ---------------------------------------------------- | --------- |
| 澳大利亚（澳大利亚唱片业协会單曲榜）                 | 1         |
| 奥地利（Ö3四十强单曲榜）                             | 4         |
| 比利时佛兰德（Ultratop五十强单曲榜）                 | 3         |
| 比利时瓦隆（Ultratop五十强单曲榜）                   | 4         |
| 巴西（《公告牌》Brasil Hot 100）                     | 25        |
| 巴西（Hot Pop Songs）                                | 8         |
| 加拿大（Canadian Hot 100）                           | 1         |
| 独联体（Tophit独联体电台榜）                         | 5         |
| 捷克（電台百大單曲榜）                               | 8         |
| 丹麥（Hitlisten单曲榜）                              | 2         |
| 芬兰（芬蘭官方單曲榜）                               | 4         |
| 法国（法國唱片出版業公會單曲榜）                     | 3         |
| 德国（德國官方單曲榜）                               | 2         |
| 德国（德國官方电台榜）                               | 1         |
| 希腊（《公告牌》数字歌曲榜）                         | 4         |
| 匈牙利（四十强电台榜）                               | 1         |
| 愛爾蘭（愛爾蘭唱片音樂協會单曲榜）                   | 3         |
| 以色列（媒体森林國際電台榜）                         | 1         |
| 意大利（意大利音乐产业联盟单曲榜）                   | 6         |
| 日本（Japan Hot 100）                                | 8         |
| 卢森堡（《告示牌》数字歌曲榜）                       | 1         |
| 墨西哥（墨西哥电台榜）                               | 12        |
| 荷兰（荷蘭四十強單曲榜）                             | 8         |
| 荷兰（百强单曲榜）                                   | 7         |
| 新西兰（新西兰唱片音乐协会单曲榜）                   | 2         |
| 挪威（世道單曲榜）                                   | 2         |
| 波蘭（波蘭百大電台榜）                               | 1         |
| 羅馬尼亞（媒体森林國際電台榜）                       | 3         |
| 俄罗斯（Tophit俄罗斯电台榜）                         | 5         |
| 蘇格蘭（官方榜单公司單曲榜）                         | 3         |
| 斯洛伐克（電台百大單曲榜）                           | 4         |
| 韩国（Gaon國際單曲榜）                               | 49        |
| 韩国（Gaon國際單曲榜） （布兰妮·斯皮尔斯客串混音版） | 3         |
| 西班牙（西班牙音樂製作協會）                         | 3         |
| 瑞典（瑞典最熱榜）                                   | 7         |
| 瑞典（瑞典最熱榜） （布兰妮·斯皮尔斯客串混音版）     | 2         |
| 瑞士（瑞士热门音乐榜）                               | 2         |
| 英國（官方榜单公司單曲榜）                           | 3         |
| 英國（官方榜单公司節奏藍調榜）                       | 1         |
| 乌克兰（Tophit乌克兰电台榜）                         | 29        |
| 美国（《告示牌》百大單曲榜）                         | 1         |
| 美國（《告示牌》Adult Pop Airplay）                  | 24        |
| 美國（《告示牌》Dance Club Songs）                   | 1         |
| 美國（《告示牌》热门拉丁歌曲）                       | 33        |
| 美國（《告示牌》Hot R&B/Hip-Hop Songs）              | 59        |
| 美國（《告示牌》Pop Airplay）                        | 1         |
| 美國（《告示牌》Rhythmic Songs）                     | 2         |
| 榜单（2023年）                                       | 最高 排位 |
| 全球（Billboard Global 200）                         | 132       |
| 美国（《公告牌》Digital Song Sales）                 | 44        |
| 美國（《告示牌》Hot Dance/Electronic Songs）         | 9         |

| 榜单（2011年）                                       | 排位 |
| ---------------------------------------------------- | ---- |
| 澳大利亚（澳大利亚唱片业协会单曲榜）                 | 11   |
| 澳大利亚（澳大利亚唱片业协会城市单曲榜）             | 2    |
| 奥地利（Ö3四十强单曲榜）                             | 17   |
| 比利时佛兰德（Ultratop五十强单曲榜）                 | 14   |
| 比利时瓦隆（Ultratop五十强单曲榜）                   | 12   |
| 巴西（克勞利廣播分析） （布兰妮·斯皮尔斯客串混音版） | 38   |
| 加拿大（Canadian Hot 100）                           | 20   |
| 独联体（TopHit电台榜）                               | 16   |
| 丹麦（Tracklisten）                                  | 25   |
| 法国（法国唱片出版业公会单曲榜）                     | 14   |
| 德国（德国官方单曲榜）                               | 26   |
| 匈牙利（四十强电台榜）                               | 23   |
| 爱尔兰（爱尔兰唱片音乐协会单曲榜）                   | 13   |
| 荷兰（四十强单曲榜）                                 | 49   |
| 荷兰（百强单曲榜）                                   | 39   |
| 新西兰（新西兰官方音乐榜）                           | 18   |
| 俄罗斯（TopHit电台榜）                               | 23   |
| 韩国（Gaon國際單曲榜）                               | 156  |
| 韩国（Gaon國際單曲榜） （布兰妮·斯皮尔斯客串混音版） | 19   |
| 西班牙（西班牙音樂製作協會）                         | 22   |
| 瑞典（瑞典最熱榜） （布兰妮·斯皮尔斯客串混音版）     | 15   |
| 瑞士（瑞士热门音乐榜）                               | 25   |
| 英国（官方榜单公司单曲榜）                           | 12   |
| 英国（官方榜单公司节奏布鲁斯榜）                     | 2    |
| 乌克兰（TopHit电台榜）                               | 79   |
| 美国（Billboard Hot 100）                            | 12   |
| 美国（《公告牌》Dance Club Songs）                   | 2    |
| 美国（《公告牌》Mainstream Top 40）                  | 15   |
| 美国（《公告牌》Rhythmic Songs）                     | 15   |
| 榜单（2012年）                                       | 排位 |
| 韩国（Gaon國際單曲榜） （布兰妮·斯皮尔斯客串混音版） | 197  |
| 榜单（2023年）                                       | 排位 |
| 美国（《公告牌》Hot Dance/Electronic Songs）         | 75   |

## 销售认证
| 地區                                                       | 认证    | 认证单位/销量 |
| ---------------------------------------------------------- | ------- | ------------- |
| 澳大利亚（澳大利亚唱片业协会）                             | 6× 白金 | 420,000^      |
| 比利时（比利時唱片音樂協會）                               | 白金    | 30,000*       |
| 丹麦（國際唱片業協會丹麥分會）                             | 2× 白金 | 180,000‡      |
| 芬兰（國際唱片業協會芬蘭分會）                             | 金      | 5,000         |
| 德国（聯邦音樂產業協會）                                   | 白金    | 300,000‡      |
| 意大利（意大利音乐产业联盟）                               | 白金    | 30,000*       |
| 新西兰（新西兰唱片音乐协会）                               | 白金    | 15,000*       |
| 韩国                                                       | —       | 116,783       |
| 韩国 布兰妮·斯皮尔斯客串混音版                             | —       | 593,867       |
| 西班牙（西班牙音樂製作協會）                               | 白金    | 60,000‡       |
| 瑞典（瑞典唱片業協會） 布兰妮·斯皮尔斯客串混音版           | 3× 白金 | 120,000‡      |
| 瑞士（國際唱片業協會瑞士分会）                             | 白金    | 30,000^       |
| 英国（英国唱片业协会）                                     | 3× 白金 | 1,800,000‡    |
| 美国（美國唱片業協會）                                     | 6× 白金 | 6,000,000‡    |
| 美国（美國唱片業協會） 布兰妮·斯皮尔斯客串混音版           | 金      | 500,000‡      |
| *僅含認證的實際銷量 ^僅含認證的出貨量 ‡僅含認證的+實際銷量 |         |               |

## 发行历史
| 地区   | 日期          | 格式                                    | 版本                                       | 厂牌    | 参考来源 |
| ------ | ------------- | --------------------------------------- | ------------------------------------------ | ------- | -------- |
| 美国   | 2011年1月23日 | 當代流行電台 当代节奏电台 （ 英语 ： rhythmic contemporary） | 原版                                       | Def Jam | [ 15 ]   |
| 各地   | 2011年2月11日 | 数字下载                                | 原版                                       | Def Jam | [ 8 ]    |
| 各地   | 2011年2月18日 | 数字下载                                | 原版 Dave Audé club版 Sidney Samson club版 | Def Jam | [ 17 ]   |
| 美国   | 2011年2月27日 | 当代城市电台                            | 原版                                       | Def Jam | [ 16 ]   |
| 各地   | 2011年2月28日 | 数字下载                                | 多个混音版                                 | Def Jam | [ 18 ]   |
| 德国   | 2011年3月18日 | CD                                      | 原版 Sidney Samson radio remix版           | 环球    | [ 19 ]   |
| 意大利 | 2011年3月18日 | 电台播放                                | 原版                                       | 环球    | [ 183 ]  |
| 各地   | 2011年4月11日 | 数字下载                                | 布兰妮·斯皮尔斯客串混音版                  | Def Jam | [ 20 ]   |